# Allium mairei
Allium mairei är en amaryllisväxtart som beskrevs av Augustin Abel Hector Léveillé. Allium mairei ingår i släktet lökar, och familjen amaryllisväxter. Inga underarter finns listade i Catalogue of Life.